# Duvall Hecht
Duvall Young Hecht (født 23. april 1930 i Los Angeles, Californien, død 10. februar 2022) var en amerikansk roer og olympisk guldvinder.

## Rokarriere
Hecht roede for Stanford University, og mens han var her deltog han i OL 1952 i Helsinki i toer med styrmand sammen med James Fifer og styrmand James Beggs; disse tre nåede semifinalen. Derefter gik han ind i marinen, hvor han fortsatte med at ro, nu i toer uden styrmand, men stadig sammen med James Fifer. Det lykkedes de to at vinde udtagelsesstævnet til OL 1956 i Melbourne foran de olympiske mestre i disciplinen fra 1952 og kom dermed med til legene.
Hecht og Fifer vandt ganske sikkert deres indledende heat og semifinale, og i finalen var de ligeledes ret overlegne og vandt guld foran sovjetiske Igor Buldakov og Viktor Ivanov, der fik sølv, mens østrigerne Josef Kloimstein og Alfred Sageder tog bronzemedaljerne.

## Videre karriere
Hecht vendte tilbage til Stanford, hvor han tog eksamen i jounalistik i 1960, hvorpå han tilbragte nogle år som engelsklærer og tog dertil initiativ til at oprette et roprogram på skolen. Derpå blev han pilot og arbejdede en periode som sådan for PanAm. Senere blev han børsmægler, hvorpå han oprettede et lydbogsfirma.
I sin fritid fungerede han i flere omgange som rotræner på University of California, Irvine og University of California, Los Angeles, ligesom han havde flere ulønnede administrative funktioner inden for rosporten.

## OL-medaljer
- 1956:  Guld i toer uden styrmand